# 第3屆香港電影金紫荊獎
第3屆香港電影金紫荊獎於1998年6月25日在香港會議展覽中心舉行，由香港影評人協會主辦。

## 提名及獲獎名單
注：粗體字代表名單為獲獎
| 獎項       | 名單                                       |
| 最佳影片   | 春光乍洩                                   |
| 最佳影片   | 香港製造                                   |
| 最佳影片   | 高度戒備                                   |
| 最佳導演   | 陳果（香港製造）                           |
| 最佳導演   | 王家衛（春光乍洩）                         |
| 最佳導演   | 韋家輝（一個字頭的誕生）                   |
| 最佳導演   | 林嶺東（高度戒備）                         |
| 最佳男主角 | 梁朝偉（春光乍洩）                         |
| 最佳男主角 | 謝君豪（南海十三郎）                       |
| 最佳男主角 | 劉青雲（一個字頭的誕生）                   |
| 最佳女主角 | 劉嘉玲（自梳）                             |
| 最佳女主角 | 吳倩蓮（半生緣）                           |
| 最佳女主角 | 張曼玉（宋家皇朝）                         |
| 最佳男配角 | 姜文（宋家皇朝）                           |
| 最佳男配角 | 羅家英（我愛廚房）                         |
| 最佳男配角 | 吳鎮宇（一個字頭的誕生）                   |
| 最佳女配角 | 李綺紅（自梳）                             |
| 最佳女配角 | 梅艷芳（半生緣）                           |
| 最佳女配角 | 李綺紅（神偷諜影）                         |
| 最佳編劇   | 杜國威（南海十三郎）                       |
| 最佳編劇   | 陳果（香港製造）                           |
| 最佳編劇   | 韋家輝、鄒凱光、司徒錦源（一個字頭的誕生） |
| 最佳攝影   | 杜可風（春光乍洩）                         |
| 最佳攝影   | 黃岳泰（宋家皇朝）                         |
| 最佳攝影   | 楊輪、林國華（自梳）                       |